# Brachttal
Brachttal é um município da Alemanha, situado no distrito de Main-Kinzig, no estado de Hesse. Tem 30,85 km² de área, e sua população em 2019 foi estimada em 5.068 habitantes.